# 구마 (종교)

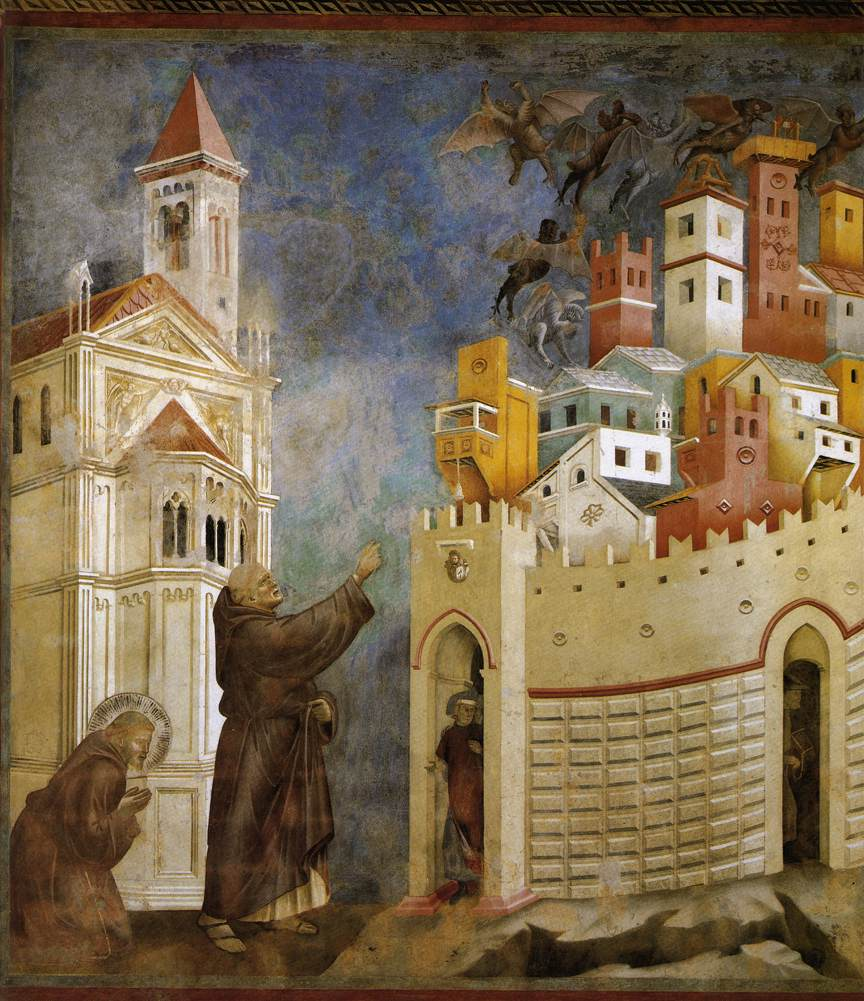
성 프란체스코가 구마예식을 하는 모습.

구마(驅魔) 또는 엑소시즘(exorcism)는 귀신을 쫓아내는 일을 말하며 이를 행하는 사람을 구마사(驅魔師)라고 한다.

## 종교별 구마

### 기독교의 구마

#### 가톨릭의 구마
가톨릭 교회법에 의하면 구마는 가톨릭 의식의 하나이지만 세례성사, 고해성사 등과 같은 성사로 분류되지는 않는다. 성사와 달리 구마예식은 그 완전함과 효력이 확립된 형식의 엄정한 적용이나 사전에 정해진 예식의 실행 등에 얽매이지 않는다. 구마예식이 효력을 발휘하기 위해서는 적법한 교회 당국의 허가와 엑소시스트의 신앙심이 필요하다.
가톨릭 교회의 현행 구마예식은 1999년 1월에 개정되었는데 전통적 라틴어 의식도 옵션으로 허락하고 있다. 구마예식은 영적으로 지극히 위험한 일로 간주되고 있다. 가톨릭의 구마예식은 악령이 들린 사람은 악령에 의해 육체적인 자유를 빼앗겼지만 자유의지는 여전히 존재한다고 간주하며, 기도, 축복, 《Of Exorcisms and Certain Supplications》 문헌을 이용한 기도문들을 이용하여 이루어진다. 근대에 들어 가톨릭 주교들은 구마예식을 거의 허가하고 있지 않으며, 의심되는 사례들에 대해서 정신적 혹은 육체적 질병의 가능성에 더욱 중점을 두고 접근하고 있다.
정식 구마예식은 규정된 성직자 혹은 고위 성직자에 의해서만 실행될 수 있으며, 주교의 서면에 의한 허가와 정신장애를 배제하기 위한 세밀한 의학적 검사가 선행되어야만 행해질 수 있다.
《가톨릭 백과사전 (1908)에 의하면 “신앙과 미신은 역사적으로 많은 부분이 서로 연관이 있지만 미신은 반드시 신앙과 구분되어야 하고 마술은 (백마술이라 할지라도) 합법적인 종교적 예식과 구분되어야만 한다.” 라고 정하고 있다. 《가톨릭 의식서 (Roman Ritual)》에 기술된 악령 들린 것으로 의심되는 징후에는 악령 들린 자가 전혀 알지 못하는 외국어 혹은 고대어로 말하는 것, 초자연적인 능력이나 힘, 알 방도가 없는 숨겨진 물건이나 다른 곳에 있는 물건을 알아맞히는 일, 성스러운 것에 대한 혐오, 성스러운 것에 대한 지속적이고 극심한 불경과 모독 등이 있다.

#### 개신교의 구마
개신교에서는 특별한 구마예식이나 구마사제는 없다. 다만 목사가 귀신을 쫓기 위하여 기도를 하며 이를 축사(逐邪) 또는 축사 행위라 한다. 다만 개신교에서는 축사 행위가 성경적이냐 아니냐 하는 논쟁이 있으나 축사를 인정하는 쪽은 마가복음 16:17을 근거로 들어 축사를 인정하고 있다.

#### 정교회의 구마
성수를 뿌리고 기도를 한 후, 유황과 소금을 뿌리는것으로 마무리 짓는다.

### 유대교의 구마
유대교 문헌들에 나타난 바 구마는 독성이 있는 뿌리 추출액 등의 물질과 희생제물을 통해서 이루어졌다. 문헌에 의하면 구마가 유대교의 에세네파에서 행해졌다고 기록되어 있다(쿰란 《사해 두루마리》).
유대교의 랍비 예후다 페타야(Yehuda Fetaya)는 그의 저술 《Minchat Yehuda》에서 구마에 대해 상세히 기술하고 있으며 그가 악령에 사로잡힌 사람들을 어떻게 치료했는지, 그리고 다른 여러 주제에 대한 유대교의 입장에 대해 논하고 있다. 그는 1859년에서 1942년까지 이라크에서 살았으며 그 책은 히브리어로 저술된 후 영어로 번역되었다.

### 불교의 구마
불교에서는 구병시식(救病施食)이라는 의식이 있다. 이는 귀신이 몸에 달라붙어 병에 걸린 사람을 치료하기 위한 의식인데, 귀신을 없애거나 쫓아내는 것이 아닌 음식을 주고 법문을 알려주어 귀신을 불법에 귀의시키기 위한 의식이라는 점에서 일반적인 구마와는 조금 다르다. 이러한 의식은 그 사찰에서 가장 법력(法力)이 높은 승려만이 할 수 있다고 한다.

## 구마 방법
- 검이나 도를 쓰는 방법
- 소환수나 정령과 싸우는 방법
- 가장 일반적이게, 기도나 성수, 신성력을 이용해 싸우는 방법
- 동양-부적을 이용해 싸우는 방법
- 고대- 자신의 영혼을 매개로 한 주술( 현재는 금지됨)

## 구마사들
- 에이브러햄 반 헬싱
- 성철스님
- 요한 데 베드로
- 사명대사
- 후지오 마코토
- 깐디도 신부 (Candido Amantini)
- 밥 라슨 목사

## 구마를 소재로 한 작품

### 영화
- 엑소시스트
- 콘스탄틴
- 퇴마록
- 컨저링
- 반 헬싱
- 이블 데드 시리즈
- 검은 사제들
- 곡성
- 더 라이트: 악마는 있다
- 손 the guest
- 클로젯
- 변신

### 애니메이션
- 신비아파트 (투니버스 방영작)

### TV 드라마
- 조선구마사 (SBS 월화 드라마 - SBS가 야심차게 기획한 지상파 유일의 엑소시즘 팩션 사극물로 2021년 상반기 방영작으로 가닥을 잡았다가, 고증 오류 및 역사 왜곡 시비 문제에 휩싸이면서 2회만에 전면 중단한 바 있음.)
- 대박부동산 (KBS 2TV 수목 드라마 - 2021년 상반기 방영작)

## 같이 보기
- 샤머니즘
- 무당
- 가톨릭
- 악마
- 사탄
- 성직자